# Nery Kennedy
Nery Gustavo Kennedy Rolón (Mbocajaty, Cordillera, Paraguay, 28 de mayo de 1973) es un ex lanzador de jabalina quién compitió en los Juegos Olímpicos de 1992 en Barcelona y 2000 en Sídney. Mantuvo brevemente el récord sudamericano de lanzamiento de jabalina con un resultado de 81.28m, lanzado el 9 de mayo de 1998, superando a su compatriota Edgar Baumann en ese momento. La marca se mantuvo hasta 1999, cuando su compatriota Baumann lanzó 84.70 metros. En 2008, se desempeñó como entrenador con Frédérick Bouchard en Canadá. Logró el récord de Texas A&M en lanzamiento de jabalina en 1994. Kennedy fue entrenado por Juan De La Garza en Texas A&M en 1996.

## Mejor marca
- Lanzamiento de jabalina: 81.28 –  College Station, Texas – 9 de may de 1998[1]

## Mejores marcas
Según perfil de la IAAF.
- 1992 – 65.00
- 1994 – 76.70
- 1996 – 74.12
- 1997 – 75.08
- 1998 – 81.28
- 1999 – 78.89
- 2000 – 77.74
- 2001 – 76.04
- 2002 – 74.89
- 2003 – 75.53
- 2004 – 72.23
- 2005 – 70.03
- 2007 – 71.79
- 2008 – 76.66
- 2010 – 68.89
- 2011 – 61.50
- 2012 – 65.69

## Campeonatos nacionales
| Año  | Competencia                                          | Encuentro | Posición | Disciplina              | Récord |
| ---- | ---------------------------------------------------- | --------- | -------- | ----------------------- | ------ |
| 1995 | NCAA Division 1 Outdoor Championships                | Knoxville | 9.º      | Lanzamiento de jabalina | 69.66m |
| 2003 | FPA Torneo Abierto                                   | Asunción  | 1.º      | Lanzamiento de jabalina | 75.30m |
| 2008 | Campeonato Provincial de Atletismo de Verano de 2008 | Montreal  | 1.º      | Lanzamiento de jabalina | 62.41m |
| 2008 | Campeonato Canadienses de Atletismo                  | Windsor   | 4.º      | Lanzamiento de jabalina | N/A    |